# Општина Кукутени (Јаши)
Кукутени (рум. Cucuteni) општина је у Румунији у округу Јаши.
Oпштина се налази на надморској висини од 302 m.